# Jilis A. J. Verheijen
Jilis A. J. Verheijen SVD (* 26. März 1908 in Zevenaar; † 25. April 1997 in Zuiderhout) war ein niederländischer römisch-katholischer Priester und Ornithologe.

## Leben
Er besuchte das Gymnasium der Steyler Missionare in Uden. Er trat in die Gesellschaft der Steyler Missionare ein, bei denen er nach dem Noviziat in Helvoirt die philosophischen und theologischen Studien in Teteringen abschloss. Nach der Priesterweihe am 28. Januar 1934 ging er 1935 als Missionar nach Indonesien. Auf der Insel Flores war er 57 Jahre als Priester und Forscher tätig.

## Schriften (Auswahl)
- Komodo. Het eiland, het volk en de taal. Den Haag  1982, ISBN 90-247-6180-8.
- Dictionary of Manggarai plant names. Canberra 1982, ISBN 0-85883-273-9.
- The Sama/Bajau language in the Lesser Sunda Islands. Canberra 1986, OCLC 988249539.
- mit Ignatius Egi Dadu und Roger Tol: Adat-istiadat orang Rembong di Flores Barat. Jakarta 1997, ISBN 979-461-257-X.